# Mesarmadillo similis
Mesarmadillo similis là một loài chân đều trong họ Eubelidae. Loài này được Richardson miêu tả khoa học năm 1907.